# Coppia in giallo
Coppia in giallo (The Wilde Alliance) è una serie televisiva britannica in 13 episodi trasmessi per la prima volta nel corso di una sola stagione nel 1978.
È una serie del genere giallo incentrata sui casi affrontati da Rupert e Amy, marito e moglie e coppia di investigatori dilettanti.

## Personaggi e interpreti
- Rupert Wilde (13 episodi, 1978), interpretato da John Stride.
È uno scrittore di romanzi gialli, è sposato con Amy.
- Amy Wilde (13 episodi, 1978), interpretata da Julia Foster.
È la moglie di Rupert, lo aiuta nei casi che gli si presentano.
- Christopher Bridgewater (8 episodi, 1978), interpretato da John Lee.
È l'agente di Rupert.
- Bailey (2 episodi, 1978), interpretato da Patrick Newell.

## Produzione
La serie, ideata da Ian MacKintosh, fu prodotta da Yorkshire Television. Le musiche furono composte da Anthony Isaac.

### Registi
Tra i registi sono accreditati:
- Derek Bennett in 3 episodi (1978)
- Marc Miller in 3 episodi (1978)
- David Reynolds in 3 episodi (1978)
- Bob Hird in 2 episodi (1978)

### Sceneggiatori
Tra gli sceneggiatori sono accreditati:
- Philip Broadley in 4 episodi (1978)
- Ian Mackintosh in 3 episodi (1978)
- Anthony Skene in 3 episodi (1978)
- Jacques Gillies in 2 episodi (1978)

## Distribuzione
La serie fu trasmessa nel Regno Unito dal 17 gennaio 1978 all'11 aprile 1978 sulla rete televisiva Independent Television. In Italia è stata trasmessa con il titolo Coppia in giallo.

## Episodi
| Stagione       | Episodi | Prima TV Regno Unito |
| -------------- | ------- | -------------------- |
| Prima stagione | 13      | 1978                 |